# Olaf III de Noruega
Olaf Haraldsson, llamado el Tranquilo o el Pacífico (en nórdico antiguo: Olav Kyrre; ca. 1050-Håkeby, 1093) fue rey de Noruega de 1067 a 1093. Hijo del rey Harald Haardrade y Tora Torbergsdatter.
Olaf participó junto a su padre Harald Haardrade en la invasión a Inglaterra, pero no formó parte de la expedición que sería derrotada en la batalla del puente Stamford en 1066, donde el rey falleció. Al año siguiente, regresó a Noruega, donde sería investido como rey junto a su hermano Magnus. La rápida muerte de Magnus en 1069 dejó a Olaf como único gobernante.
El reinado que encabezó se distinguió por ser un período de paz en el país. Firmó tratados de paz con Svend II de Dinamarca y con Guillermo el Conquistador, quien gobernaba Inglaterra, y evitó inmiscuir a Noruega en conflictos exteriores. Casó con Ingerid, la hija de Svend II, quien era un pretendiente al trono noruego. 
Es precisamente debido a su política pacifista que las sagas no hablan mucho de su reinado. Sin embargo, lo anterior no quiere decir que no hayan sucedido eventos importantes. Olaf llevó a cabo una reorganización del ejército que se asemejaba más al modelo europeo; mejoraron las relaciones con el papa, lo que derivó en la instalación de sedes episcopales en varios lugares de Noruega. Asimismo, se cree que Olaf fue el fundador de la ciudad de Bergen en 1070.
Fue el primer monarca noruego que aprendió a leer y escribir en caracteres latinos (transición del rúnico al latino) y probablemente durante su reinado se escribió por vez primera la ley noruega (Gulatingsloven), que funcionaba desde antaño.  Falleció en 1093 en Håkeby, actualmente Suecia, y fue sepultado en la ciudad de Nidaros. De su matrimonio no tuvo descendencia. Su sucesor, Magnus Olavsson, era un hijo ilegítimo.

## Óláfs saga kyrraenHeimskringla
Óláfs saga kyrra es uno de los relatos de Heimskringla de Snorri Sturluson sobre los reyes noruegos. Relata la vida del rey Óláfr, hijo de Harald Hardrada, que a diferencia de su padre era un monarca reacio a los enfrentamientos armados y fue conocido por el apodo el Pacífico. Según Snorri, fue responsable del embellecimiento de la Catedral de Nidaros.